# Agarodes tetron
Agarodes tetron là một loài Trichoptera trong họ Sericostomatidae. Chúng phân bố ở miền Tân bắc.